# Dassel
Dassel è una città di 9 511 abitanti, della Bassa Sassonia, in Germania.

Appartiene al circondario (Landkreis) di Northeim (targa NOM).

## Geografia
Comprende le seguenti frazioni (Ortsteil): Amelsen, Deitersen, Eilensen, Ellensen, Hilwartshausen, Hoppensen, Hunnesrück, Krimmensen, Lauenberg, Lüthorst, Mackensen, Markoldendorf, Portenhagen, Relliehausen, Sievershausen e Wellersen.